# Upton Lovell
 (septembre 2023).
Upton Lovell est une paroisse civile et un village du Wiltshire, en Angleterre.